# Phyllis King
Phyllis April King es una poetisa inglesa, que colaboró en gran parte de los proyectos de Ivor Cutler (programas de radio y discos -Dandruff, Velvet Donkey o Jammy Smears-) Phyllis King trabajó, al igual que Cutler, como profesora para alumnos con necesidades especiales. King colaboró en el diseño de varias de las portadas de los discos de Ivor Cutler. Más allá de su relación con el poeta escocés, ha publicado varios libros de poesía y de cuentos infantiles.

## Biografía
King y Cutler mantuvieron una larga relación sentimental que duró más de 40 años, y que acabó en 2006 con la muerte de Ivor Cutler. Prefirieron tener cierta independencia, por lo que no llegaron a vivir juntos ni a casarse. Actualmente, Phyllis King vive en Wiltshire, Inglaterra, y tiene una hija.

## Obras
Poesía
- Dust (1978). Newcastle-upon-Tyne: Morden Tower Publications, .
- Close Views (1980). Newcastle-upon-Tyne: Morden Tower Publications,

Libros infantiles
- The Hungry Cat (1986). London: Walker,  (Ilustrado por Phyllis King)
- Apple Green and Runner Bean (1993). London: Walker,  (Ilustrado por Phyllis King)